# یوسف‌آغا (امیرداغ)
یوسف‌آغا (به ترکی استانبولی: Yusufağa) یک منطقهٔ مسکونی در ترکیه است که در امیرداغ واقع شده‌است.